# Thomas Mackenzie

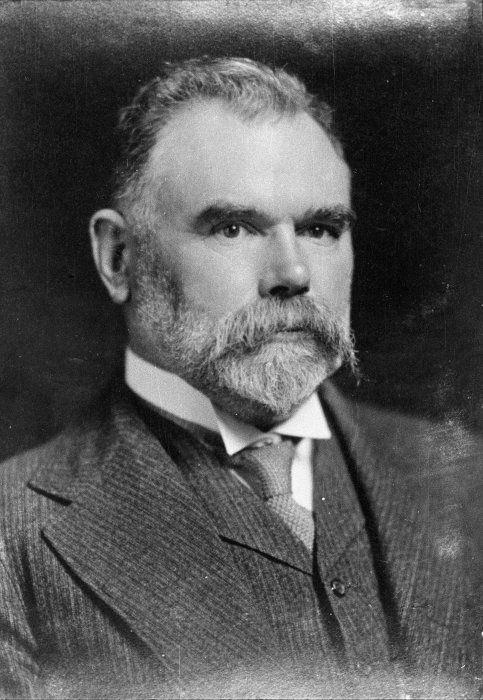
Thomas Mackenzie (~1911)

Sir Thomas Mackenzie G.C.M.G., K.C.M.G. (* 10. März 1854 in Edinburgh, Schottland; † 14. Februar 1930 in Dunedin, Neuseeland) war ein neuseeländischer Politiker der Liberal Party. Er war 1912 kurzzeitig Premierminister von Neuseeland.

## Frühes Leben
Thomas Mackenzie wurde am 10. März 1854 als einer von fünf Kinder der Eheleute Rebecca Noble und David Stewart Mackenzie in Edinburgh geboren. Er wurde bei seiner Geburt als Thomas Noble Mackenzie registriert, nutzte aber den mittleren Teil seines Namens in seinem späteren Erwachsenenleben nie.

## Neuseeland
1858 emigrierte die Familie nach Neuseeland und siedelte im Stadtteil St Clair in Dunedin, wo Mackenzie die Green Island School besuchte. Später wechselte er zur North Dunedin District School, nachdem die Familie in den Stadtteil North East Valley zog. Nach seiner Schulzeit, arbeitete Mackenzie als Angestellter in verschiedenen Handelsunternehmen und ging danach zusammen mit seinem Bruder James in den südlichen Teil der Nordinsel um als Landvermesser zu arbeiten. Mackenzie war 20 Jahre alt, als er für das Survey Department arbeitete und als Landvermesser im Hutt Valley sowie in den Gebieten von Rangitikei und Manawatu arbeitete. Die Tätigkeit trug ihn auch in die Gegen von Dunedin. 1877 ließ er sich als Ladenbesitzer in Balclutha im südlichen Teil der Südinsel nieder.

## Ehe
In Balclutha heiratete Mackenzie am 24. September 1884 Ida Henrietta Nantes, die aus Geelong, Victoria, Australien stammte. Aus der Ehe sollten zwei Töchter und fünf Söhne hervorgehen.

## Karriere in der Politik
1881 wurde Mackenzie in den Balclutha Borough Council gewählt und wurde, nachdem er sich für die Farmer vor Ort eingesetzt hatte, 1887 über den Wahlkreis Clutha in das New Zealand Parliament gewählt. Er setzte sich gegen Protektionismus ein, war ein Verfechter des freien Grundbesitzes und lehnte die Grundsteuer ab. Mackenzie war mit James Allen befreundet, der wie er eine Beziehung zur Stadt Dunedin hatte. Naturverbunden, wie Mackenzie war, schlug er 1894 vor, Fiordland zu einem Nationalpark zu machen und kritisierte die Liberalen im Parlament, die die Buschreservate für die Besiedlung öffnen wollten. Frustriert über seine Rolle in der Opposition, verließ er 1896 das Parlament und ging nach England.

## England
Mackenzie wurde in London Marketingagent für mehrere bäuerliche Genossenschaften seiner Heimat und setzte sich für sie in England dafür ein, das neuseeländische Fleischwaren nicht als englische Produkte angeboten wurde, sondern auch als neuseeländisches Fleisch deklariert entsprechend auf den Markt kam. Er unterstützte das neuseeländische Landwirtschaftsministerium, wenn es um die ordnungsgemäße Kennzeichnung und um Qualitätskontrollen von Fleisch- und Milchexporten ging. Des Weiteren setzte er sich für bessere Transport- und Versicherungsbedingungen für neuseeländische Exporteure ein.

## Neuseeland
Im Jahr 1900 kehrte Mackenzie nach Neuseeland zurück und hatte nach dem Rücktritt von John McKenzie, der aus Altersgründen sein Amt aufgab, die Möglichkeit für den Wahlkreis von Waihemo wieder für das Parlament zu kandieren und gewann. Von 1901 bis 1905 übernahm er gleichzeitig das Amt des Bürgermeisters von Roslyn, heute ein Stadtteil von Dunedin. 1908 wechselte er in den Wahlkreis von Taieri, südwestlich von Dunedin. Für den Bereich Bildung engagierte er sich zwischen 1900 und 1909 im Otago Education Board und im Verwaltungsrat der Otago Boys' High School sowie im Otago Girls' High School.
1908 trat Mackenzie in die Liberal Party ein. Ein Jahr später wurde er in der Regierung von Joseph Ward (1856–1930) zum Minister of Agriculture (Landwirtschaftsminister), zum Minister of Industries and Commerce (Minister für Industrie und Handel) und zum Minister of Tourism (Minister für Tourismus) ernannt. Während Ward damit hoffte die Abwanderung der Landwirte von der Liberalen Partei zu stoppen, ging es Mackenzie mit seiner Ernennung darum progressive und liberale Politik umzusetzen und einer aufkommenden sozialistischen Bewegung entgegenzuwirken. Doch viele älteren liberalen Mitglieder missbilligten Wards Entscheidung. Als Mackenzie 1911 zum Wahlkreis Egmont in Auckland wechselte, kostete es ihm viel Unterstützung seiner Parteikollegen und als Ward nach der Wahlniederlage zur Parlamentswahl seinen Rücktritt erklärte, wurde Mackenzie noch vor dem unbeliebteren Kollegen John Millar im März 1912 zum Premierminister gewählt. Doch Mackenzie war für das Amt und die Führung seiner Partei nicht geschaffen und war froh, dass er durch seinen Rücktritt im Juli 1912 das Amt an William Massey (1856–1925) übergeben konnte, auch wenn dieser einer anderen Partei angehörte.

## England
Bereits im August des Jahres nahm Mackenzie das Amt des High Commissioner of New Zealand to the United Kingdom in London an. Mit Beginn des Ersten Weltkriegs war klar, dass dieses Amt für Mackenzie eine Herausforderung werden würde. Er sorgte sich besonders um die neuseeländischen Soldaten und unterstützte die Kampagne von Ettie Rout gegen Geschlechtskrankheiten unter den Soldaten. Mackenzie wurde Mitglied der Imperial War Graves Commission und war Mitglied der königlichen Kommission, die die Dardanellen-Kampagne der Schlacht von Gallipoli untersuchte.
Für sein Engagement wurde Mackenzie 1916 mit dem K.C.M.G. und 1920 mit dem G.C.M.G. ausgezeichnet, letzterem als erster Neuseeländer. Weitere Auszeichnungen folgten. Der Ritterstand öffnete Mackenzie die Türen zur britischen High Society, in deren Kreisen er sich mühelos einfügen konnte. Die Kontakte halfen ihm dabei für die Heimkehr erschöpfter neuseeländischer Soldaten zu sorgen. Auch bei den Verhandlungen über den Transport neuseeländischer Produkte waren seine neuen Beziehungen von Vorteil. Bei der Pariser Friedenskonferenz im Jahr 1919 zählte Mackenzie zu einem der Delegierten.

## Neuseeland
Als Mackenzie im Juni 1920 nach Neuseeland zurückkehren konnte, wurde er 1921 in den Legislative Council of New Zealand berufen und 1928 für das Amt wieder ernannt.

## Naturverbundenheit
Der Langeweile aus der Politik zu entfliehen, zog es Mackenzie immer wieder in die Natur und in die südlichen Wälder. So verbrachte er auch Zeit damit, Fiordland und die Catlins zu erkunden. 1888 beteiligte er sich an der Suchaktion nach Professor Mainwaring Brown von der University of Otago, der als verschollen galt und 1892 an der Suche nach Quintin McKinnon, der Mackenzies regelmäßiger Begleiter bei seinen Erkundungen war. Mackenzie half bei der Erschließung des Milford Track und wurde 1898 zum Mitglied der Royal Geographical Society ernannt. Während seiner Zeit als Mitglied des Legislative Council engagierte sich Mackenzie intensiv für die Förderung des Naturschutzes. So versuchte er den Pūkeko (Porphyrio melanotus) und den Pūtangitangi (Tadorna variegata) auf die Liste der geschützten Arten zu setzen und trat als Beispiel als Sponsor bei der Gründung der [[Royal Forest and Bird Protection Society of New Zealand|New Zealand Native Bird Protection Society]] auf, die später in Royal Forest and Bird Protection Society of New Zealand umbenannt wurde.

## Letzten Jahre
Seine Tochter Mary starb 1925 in Fidschi und seine Frau Ida 1926 während eines Besuchs in Großbritannien. Er selbst verstarb nach einem langen Krankenhausaufenthalt von rund einem Jahr am 14. Februar 1930 in Dunedin an Herzversagen.

## Ehrungen
- 1916 – Knight Commander of the Most Distinguished Order of St Michael and St George (K.C.M.G.)[2]
- 1920 – Knight Grand Cross of the Most Distinguished Order of St Michael and St George (G.C.M.G.)[2]
- 1921 – Grand Officer of the Crown of Belgium[1]
- 1921 – Mitglied des Legislative Council[1]
- ???? – Honorary Degree of LL.D. of the University of Edinburgh (Ehrendoktorwürde der Rechtswissenschaft)[1]